# Stephen Kiprotich
Stephen Kiprotich (Kapchorwa, 27 febbraio 1989) è un maratoneta e mezzofondista ugandese.
I suoi risultati più importanti ottenuti in carriera sono le medaglie d'oro vinte nella maratona ai Giochi olimpici di Londra 2012, con il tempo di 2h08'01", e ai Mondiali di Mosca 2013, con il tempo di 2h09'51". Per l'Uganda è stato il primo atleta a vincere la maratona, la prima medaglia d'oro dal 1972 ed anche la prima medaglia in assoluto dal 1996.

## Biografia
Nato nel 1989 nel distretto di Kapchorwa, Uganda, ai confini con il Kenya, proviene da una famiglia di agricoltori ed è il più giovane di sette fratelli. Da bambino dovette lasciare la scuola per una malattia infantile.
Dal 2004 al 2006 lascia lo sport per terminare gli studi e, a 17 anni, si trasferisce in Kenya nella regione dell'Eldoret, nella Rift Valley, per allenarsi con Eliud Kipchoge.
Nel 2011 sigla il suo record personale alla maratona di Enschede con il tempo di 2h07'20", che è anche il record della competizione olandese e il primato ugandese di specialità. Conclude poi al terzo posto la maratona di Tokyo con il tempo di 2h07'50".
Per la sua vittoria ai Giochi olimpici di Londra 2012 si è ispirato a John Akii-Bua, l'unico ugandese a vincere una medaglia d'oro ai Giochi olimpici di Monaco nel 1972 nella specialità dei 400 metri ostacoli.
Nel 2013 vince la maratona dei Mondiali di Mosca, con il tempo di 2h09'51".

## Palmarès
| Anno | Manifestazione      | Sede           | Evento         | Risultato | Prestazione | Note |
| ---- | ------------------- | -------------- | -------------- | --------- | ----------- | ---- |
| 2006 | Mondiali di cross   | Fukuoka        | Corsa juniores | 24º       | 25'02"      |      |
| 2007 | Mondiali di cross   | Mombasa        | Corsa juniores | 19º       | 25'07"      |      |
| 2007 | Mondiali            | Osaka          | 5000 m piani   | Batteria  | 14'04"22    |      |
| 2008 | Mondiali di cross   | Edimburgo      | Corsa juniores | 12º       | 23'09"      |      |
| 2008 | Mondiali di cross   | Edimburgo      | A squadre jr   | Bronzo    | 37 p.       |      |
| 2008 | Mondiali juniores   | Bydgoszcz      | 10000 m piani  | 5º        | 28'10"71    |      |
| 2009 | Mondiali di cross   | Amman          | Corsa seniores | 23º       | 36'23"      |      |
| 2010 | Campionati africani | Nairobi        | 10000 m piani  | 6º        | 28'33"85    |      |
| 2011 | Mondiali di cross   | Punta Umbría   | Corsa seniores | 6º        | 34'07"      |      |
| 2011 | Mondiali di cross   | Punta Umbría   | A squadre sr   | Bronzo    | 49 p.       |      |
| 2011 | Mondiali            | Taegu          | Maratona       | 8º        | 2h12'57"    |      |
| 2012 | Giochi olimpici     | Londra         | Maratona       | Oro       | 2h08'01"    |      |
| 2013 | Mondiali            | Mosca          | Maratona       | Oro       | 2h09'51"    |      |
| 2015 | Mondiali            | Pechino        | Maratona       | 6º        | 2h14'43"    |      |
| 2016 | Giochi olimpici     | Rio de Janeiro | Maratona       | 14º       | 2h13'32"    |      |
| 2019 | Mondiali            | Doha           | Maratona       | 18º       | 2h15'04"    |      |
| 2021 | Giochi olimpici     | Tokyo          | Maratona       | dnf       | dnf         |      |

## Altre competizioni internazionali
2007
- 4º alla Zevenheuvelenloop ( Nimega), 15 km - 44'27"
- 11º alla Montferland Run ( 's-Heerenberg), 15 km - 46'15"

2008
- 5º al Wareng Tuskys Crosscountry ( Eldoret) - 37'43"

2009
- 10º alla Dam to Dam ( Zaandam), 10 miglia - 47'42"
- 5º alla Zevenheuvelenloop ( Nimega), 15 km - 44'06"

2010
- Oro alla Kampala Half Marathon ( Kampala) - 1h03'22"
- 4º alla Obudu International Mountain Race ( Obudu) - 43'23"

2011
- Oro alla Maratona di Enschede ( Enschede) - 2h07'20"
- 22º alla Sapporo Half Marathon ( Sapporo) - 1h05'19"

2012
- Bronzo alla Maratona di Tokyo ( Tokyo) - 2h07'50"
- 4º alla Great Manchester Run ( Manchester) - 28'19"

2013
- 12º alla Maratona di New York ( New York) - 2h13'05"
- 6º alla Maratona di Londra ( Londra) - 2h08'05"
- Oro alla Mezza maratona di Granollers ( Granollers) - 1h01'15"

2014
- 5º alla Maratona di New York ( New York) - 2h13'25"
- 12º alla Maratona di Londra ( Londra) - 2h11'37"
- Bronzo alla Great North Run ( Newcastle upon Tyne) - 1h01'35"
- 11º alla Mezza maratona di Parigi ( Parigi) - 1h02'51"

2015
- Argento alla Maratona di Tokyo ( Tokyo) - 2h06'33"
- 10º alla Mezza maratona di Olomouc ( Olomouc) - 1h03'07"

2016
- 4º alla Maratona di Tokyo ( Tokyo) - 2h07'46"
- 10º alla Iten Half Marathon ( Iten) - 1h06'08"

2017
- Argento alla Maratona di Fukuoka ( Fukuoka) - 2h07'10"
- Argento alla Maratona di Amburgo ( Amburgo) - 2h07'31"

2018
- 5º alla Maratona di Amburgo ( Amburgo) - 2h07'57"
- 7º alla Toronto Waterfront Marathon ( Toronto) - 2h11'06"
- Argento alla Klagenfurt Half Marathon ( Klagenfurt) - 1h01'33"

2019
- Bronzo alla Maratona di Amburgo ( Amburgo) - 2h08'32"
- Oro alla Hella Hamburg Halbmarathon ( Amburgo) - 1h04'11"

2021
- 5º alla Maratona di Enschede ( Enschede) - 2h09'04"